# Fausto Leali e i suoi Novelty
Fausto Leali e i suoi Novelty è il secondo album discografico del cantante italiano Fausto Leali pubblicato nel 1966.

## Tracce
1. Per un momento ho perso te
2. A chi
3. Devi pensare a me
4. Se qualcuno cercasse te
5. Oh no!
6. Io l'ho capito!
7. È solo un gioco
8. Sha la la
9. Certa gente
10. E non lo scorderò
11. Va dove vuoi